# Debra Whitman
Debra Whitman è un personaggio dei fumetti creato da Marv Wolfman (testi) e Al Milgrom (disegni) pubblicato dalla Marvel Comics. La sua prima apparizione avviene in The Amazing Spider-Man (vol. 1) n. 196 (settembre 1979).
Segretaria del dipartimento di biofisica dell'Empire State University, Debra ha avuto una relazione con Peter Parker ai tempi del suo dottorato universitario ed è stata una dei primi personaggi che ne hanno determinato l'identità segreta.

## Biografia del personaggio

### Primi anni
Nata a Elk Rapids, Michigan, Debra si sposa in giovane età col compagno di college Mark Whitman, un ragazzo violento ed irascibile che la picchia quotidianamente spingendola infine a lasciarlo per trasferirsi a New York trovando impiego come segretaria del professor Morris Sloane alla Empire State University, dove conosce Peter Parker, con cui instaura immediatamente un'intesa sentimentale iniziando un'altalenante e complicata relazione che tuttavia ha breve durata in quanto le continue sparizioni del ragazzo dovute alla sua doppia vita portano Debra a sentirsi rifiutata e a tentare di dimenticarlo frequentando la sua vecchia fiamma Biff Rifkin.
L'infatuazione di Debra per Peter continua però a rafforzarsi e la ragazza tenta in più occasioni ma senza successo di riappacificarsi con lui, arrivando infine a sospettare la sua identità segreta di Uomo Ragno, cosa che la lascia psicologicamente molto debilitata, tanto da iniziare delle sedute con uno psicologo, convincendosi infine di essersi sbagliata e decidendo di lasciare New York per fare ritorno nel Midwest.

### Civil War
Dopo la guerra civile dei superumani e la rivelazione al mondo dell'identità segreta dell'Uomo Ragno, Debra, trovatasi in difficoltà economiche a causa della salute di sua madre, decide di scrivere un libro diffamatorio su Peter Parker ma, durante la presentazione, lo scontro tra l'Avvoltoio e l'Uomo Ragno ed il successivo intervento di Betty Brant le fanno cambiare idea portandola a confessare al Daily Globe che l'idea delle esagerazioni sulla sua malattia mentale causata da Peter ai tempi della loro frequentazione non è stata sua bensì del suo editore, J. Jonah Jameson.

## Altri media
- Debra Whitman è un personaggio ricorrente della serie animata Spider-Man - L'Uomo Ragno, in cui è una compagna di scuola di Peter Parker, con cui condivide l'amore per la scienza ed una sorta di amichevole rivalità, nonché l'interesse sentimentale ed infine fidanzata di Flash Thompson.
- In The Spectacular Spider-Man, Debra Whitman ha un breve cameo muto ed è rappresentata come una ragazza afroamericana segretaria di Miles Warren. Il design iniziale di Gwen Stacy nella serie ricorda inoltre la versione cartacea di Debra.